# Géométrie arithmétique
La géométrie arithmétique est une branche de la théorie des nombres, qui utilise des outils de géométrie algébrique pour s'attaquer à des problèmes arithmétiques.
Quelques exemples de questions qui peuvent se poser :
- Si on sait trouver des racines d'une équation polynomiale dans toutes les complétions d'un corps de nombres, peut-on en déduire que cette équation a des racines sur ce corps ? On sait répondre à la question dans certains cas, on sait que la réponse est non dans d'autres cas, mais on pense (c'est une conjecture) connaître l'obstruction et donc savoir reconnaître quand cela fonctionne.
- Si on se donne un système d'équations polynomiales sur un corps fini, comment compter les racines ? Si on agrandit le corps, comment cela évolue-t-il ?